# アレクサンダー・ブルース (第6代キンカーディン伯爵)
第6代キンカーディン伯爵アレクサンダー・ブルース（英語: Alexander Bruce, 6th Earl of Kincardine、1662年1月19日 – 1721年）は、スコットランド貴族。

## 生涯
第4代キンカーディン伯爵アレクサンダー・ブルースとクリスチャン・ブルース（Christian Bruce、1737年3月18日没、ロバート・ブルースの娘）の息子として、1662年1月19日に生まれた。
『完全貴族名鑑』によると、1686年4月8日にジーン・ニスベット（Jean Nisbet）と結婚したアレクサンダー・ブルースと同一人物の可能性が高いという。また、『クラクロフト貴族名鑑』（Cracroft's Peerage）によると、第6代キンカーディン伯爵と妻ジーン（1746年3月没）は1女をもうけたという。
- ジェーン（Jane） - ジョン・ネイピア（John Napier）と結婚

エディンバラで法廷外弁護士（writer to the signet）を務め、1718年に兄ロバートが死去するとキンカーディン伯爵の爵位を継承した。
1721年に死去、弟トマスが爵位を継承した。